# Мекулов, Джебраил Хаджибирамович
Джебраил Хаджибирамович Мекулов (род. 2 мая 1939, Кошехабль, Краснодарский край) — советский и российский адыгейский историк, доктор исторических наук, профессор Майкопского государственного технологического университета, директор Адыгейского республиканского института гуманитарных исследований (1986—2000).

## Биография
Родился 2 мая 1939 года в ауле Кошехабль в Адыгее, был пятым из семерых детей. По национальности адыг. После окончания средней школы в 1957 году работал в Кошехабле на строительстве автомобильного моста через Лабу. В 1958—1961 годах проходил срочную службу в Вооружённых силах СССР.
В 1961—1966 годах учился на историческом отделении историко-филологического факультета Кабардино-Балкарского государственного университета. После окончания университета работал учителем истории и обществоведения в сельских школах в Баксанском районе Кабардино-Балкарии и в селе Вольном Кошехабльского района.
В 1968—1971 годах проходил аспирантуру в Институте истории АН СССР. В 1972 году в Институте истории АН СССР защитил диссертацию «Роль Советов в хозяйственном и культурном развитии Адыгеи (1922—1937 гг.)» и получил учёную степень кандидата исторических наук.
С 1971 года находился на партийной работе, сначала в Кошехабльском райкоме. В 1972—1986 годах работал в Адыгейском областном комитете КПСС, занимал должности консультанта, лектора, руководителя лекторской группы и первого заместителя заведующего отделом агитации и пропаганды.
В 1986—2000 годах являлся директором Адыгейского научно-исследовательского института экономики, языка, литературы и истории (ныне Адыгейский республиканский институт гуманитарных исследований). За время его руководство число сотрудников института увеличилось в 4 раза.
В 1989—1991 годах избирался депутат Адыгейского областного Совета народных депутатов. В 1987 году стал председателем Фонда культуры Адыгеи. Являлся одним из сопредседателей Комитета-40.
Преподавал в Майкопском государственном технологическом университете курс истории и культуры адыгов. В 1998 году получил учёное звание профессора.
В 1992 году принимал участие в создании Адыгской (Черкесской) международной академии наук, в 1992—2008 годах являлся её первым вице-президентом.
В 1996 году в Институте истории, археологии и этнографии Дагестанского научного центра РАН защитил диссертацию и получил учёную степень доктора исторических наук.
Умер 9 июня 2025 года.

## Научная деятельность
Автор более 80 публикаций, в том числе 21 монографии и 40 научных статей.

## Награды
- Заслуженный деятель науки Республики Адыгея (2003)[2].
- Почётный гражданин аула Кошехабль[2].